# 伊考纳
伊考纳（Ikauna），是印度北方邦Shrawasti县的一个城镇。总人口12947（2001年）。

## 人口
该地2001年总人口12947人，其中男性6807人，女性6140人；0—6岁人口2271人，其中男1162人，女1109人；识字率51.62%，其中男性为60.32%，女性为41.97%。